# Leçons de Ténèbres (album)
Leçons de Ténèbres è il primo album del gruppo Dark ambient Austro/Francese Elend, prodotto e distribuito nel 1994.
È anche il primo dei tre dischi dell'Officium tenebrarum. Il disco presenta pesanti influenze provenienti dal Paradiso Perduto di John Milton, tanto che i testi delle canzoni 2, 3, 6 e 9 sono adattamenti tratti da questo libro.

## Tracce
1. Leçon de ténèbres - 3:31
2. Chanting - 6:22
3. Into Bottomless Perdition - 7:07
4. Deploration - 5:41
5. Infernal Beauty - 5:13
6. Lucifer - 10:05
7. Eclipse - 8:10
8. The Reign of Chaos and Old Night - 5:00
9. The Emperor - 5:29

## Formazione
- Iskandar Hasnawi: Vari strumenti
- Renaud Tschirner: Vari strumenti
- Eve-Gabrielle Siskind: Soprano

## Produzione
- Prodotto da Sébastien Roland e Didier Chesneau
- Registrato presso il Melody Studio

## Altri crediti
- Copertina: Le Burg à la croix di Victor Hugo